# قناة أيونية

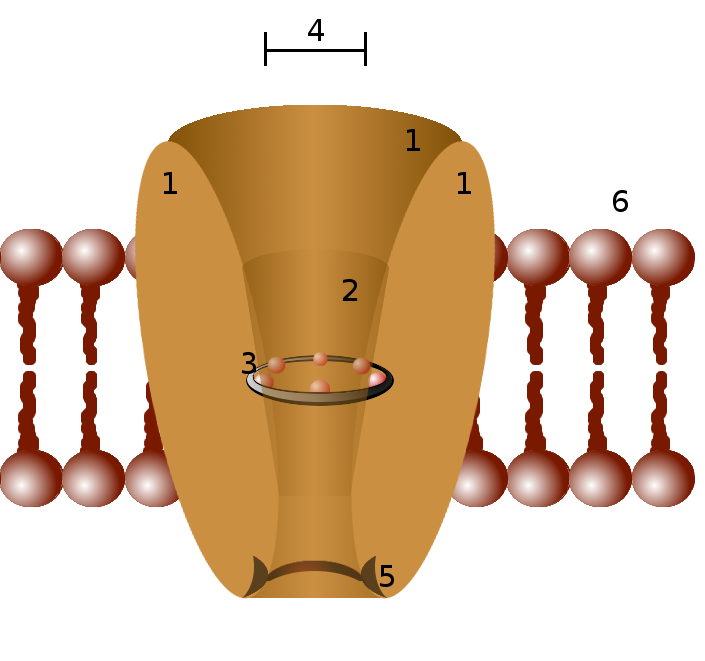

قناة أيونية أو قناة شاردية هي بروتينات في غشاء الخلية تساهم في تحديد ومراقبةالجهد الغشائي المتكون على غشاء بلازما الخلايا البيولوجية وذلك بالسماح بتدفق الأيونات بحسب تغيراتها الكهروكيميائية. تعتمد طريقة دراسة القنوات الأيونية على عدة تقنيات مخبرية كملقاط الفولطاج الكهربائي (بالتحديد تقنية الالتقاط الرقعي)، الكيمياء الهيستولوجية المناعية وتفاعل البوليميراز المتسلسل.

## الخصائص الأساسية
تقوم القنوات الأيونية بضبط تدفق الشحنات الأيونية عبر غشاء الخلية، وهي تشكَل من بروتينات مكونة أساسية للغشاء، وهذا التشكيل لوحيدات المصغرة يتكون عادة من مجموعة دائرية من بروتينات متشابهة حول مسام مليء بالمياه من خلال سطح الغشاء أو طبقتي الليبيد. وتسمى الوحيدات المشكلة للمسام وحيدات α بينما الوحيدات الثانوية فتسمى β و γ، وهكذا دواليك. بينما بعض الأقنية تسمح بمرور الأيونات بحسب شحنتها، فإن عرض القنوات الأساسية لا يعدى وسع ذرتين في أضيق نقطة. انها تسمح بتوصيل نوع معين من الأيونات مثل الايونات ذات الشحة الموجبة سواء الصوديوم أو البوتاسيوم أو الكالسيوم أو مثل الايونات ذات الشحنة السالبة كالكلور مثلا ويوصلهم من خلال الغشاء بسرعة تنقل الأيونات في السائل الحر. وفي بعض أنواع القنوات الأيونية، يتم التحكم مرور الأيونات عبر بوابات تفتح وتغلق بقعل تأثير الكيماويات، أو الشارات الكهربائية أو الحرارة أو جهد ميكانيكي وذلك بحسب نوعية القناة.

## الدور البيولوجي
القنوات الأيونية هي من أساسيات عمل الأعصاب. فمعظم السموم التي طورتها الكائنات المفترسة والضارية (مثل الأفاعي والعقارب والأسماك والنحل إلى ما هنالك) تعمل على أساس سد هذه القنوات. ولهذه القنوات أيضا دورا أساسيا في تحديد العديد من التفاعلات البيولوجية التي لها علاقة بالتغيرات السريعة في الخلاية مثل انقباضات القلب والهيكلية والبسيطة كما نقل الأغذية عبر الأغشية الأبيثيلية (epithelial)، وتفعيل خلاية تي وافراز الإنسولين. لذلك فإن البحث عن أدوية جديدة يبداء عند القنوات الأيونية.

## التشكيل المفصل
يتحدد نوع القنوات بحسب الأيونات التي تسمح لها بالعبور (مثل قناة كلوريد أو قناة صوديوم أو قناة بوتاسيوم) أو بحسب الطريقة التي يتحكم بها، أو بعدد الوحيدات المؤلفة لها.
أكثر القنوات بما فيهم القنات التحكم الكهربائي، يتألفون من أربع وحيدات كل منها يحتوي على ستة أغشية هيلكسية (transmembrane helix). عند الاستثارة، تتحرك الهيليكسيات لتفتح المسام. وتفصل اثنين من الهيليكسيات حلقات تغلف المسام وهي التي تقوم بتحديد نوعية الأيونات المسموح لها بالمرور. وأول من شرح عملية الاختيار والتحديد هو كلاي أرمسترونغ بعام 1960. ومنحت جائزة نوبل لروبرت ماكينان لشرحه التركيبة العنصرية مستعينا بالأشعة لسينية لمتبلورة.